# Sphaeranthus
 Sphaeranthus   L., 1753 è un genere di piante angiosperme dicotiledoni della famiglia delle Asteraceae, sottofamiglia Asteroideae, tribù Inuleae e sottotribù Plucheinae.

## Etimologia
Il nome del genere deriva da due parole greche sfera e fiore e significa "fiore a forma di sfera".
Il nome scientifico del genere è stato definito dal botanico Carl Linnaeus (1707-1778) nella pubblicazione " Species Plantarum" ( Sp. Pl. 2: 927 ) del 1753.

## Descrizione

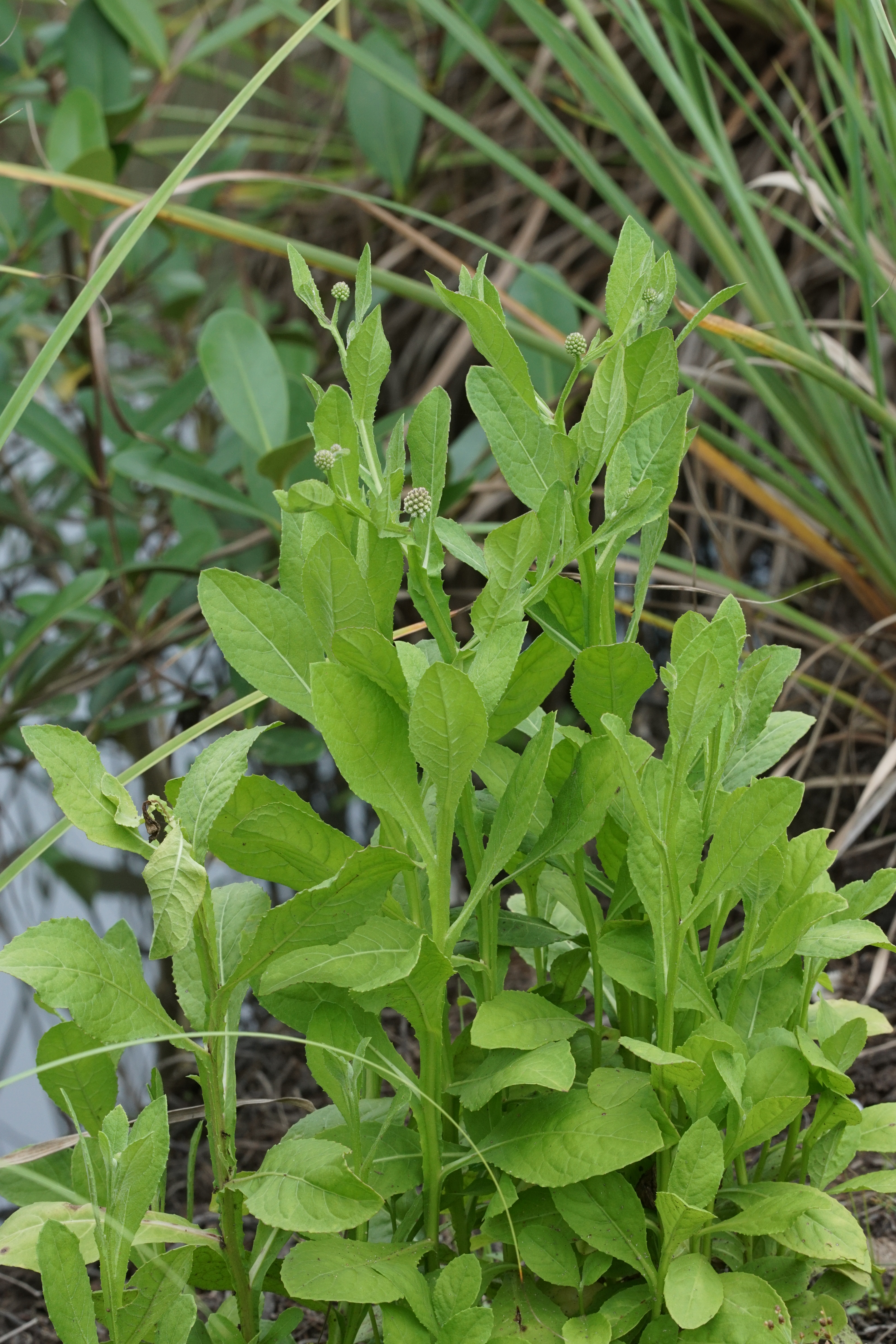
Il portamento
Sphaeranthus africanus

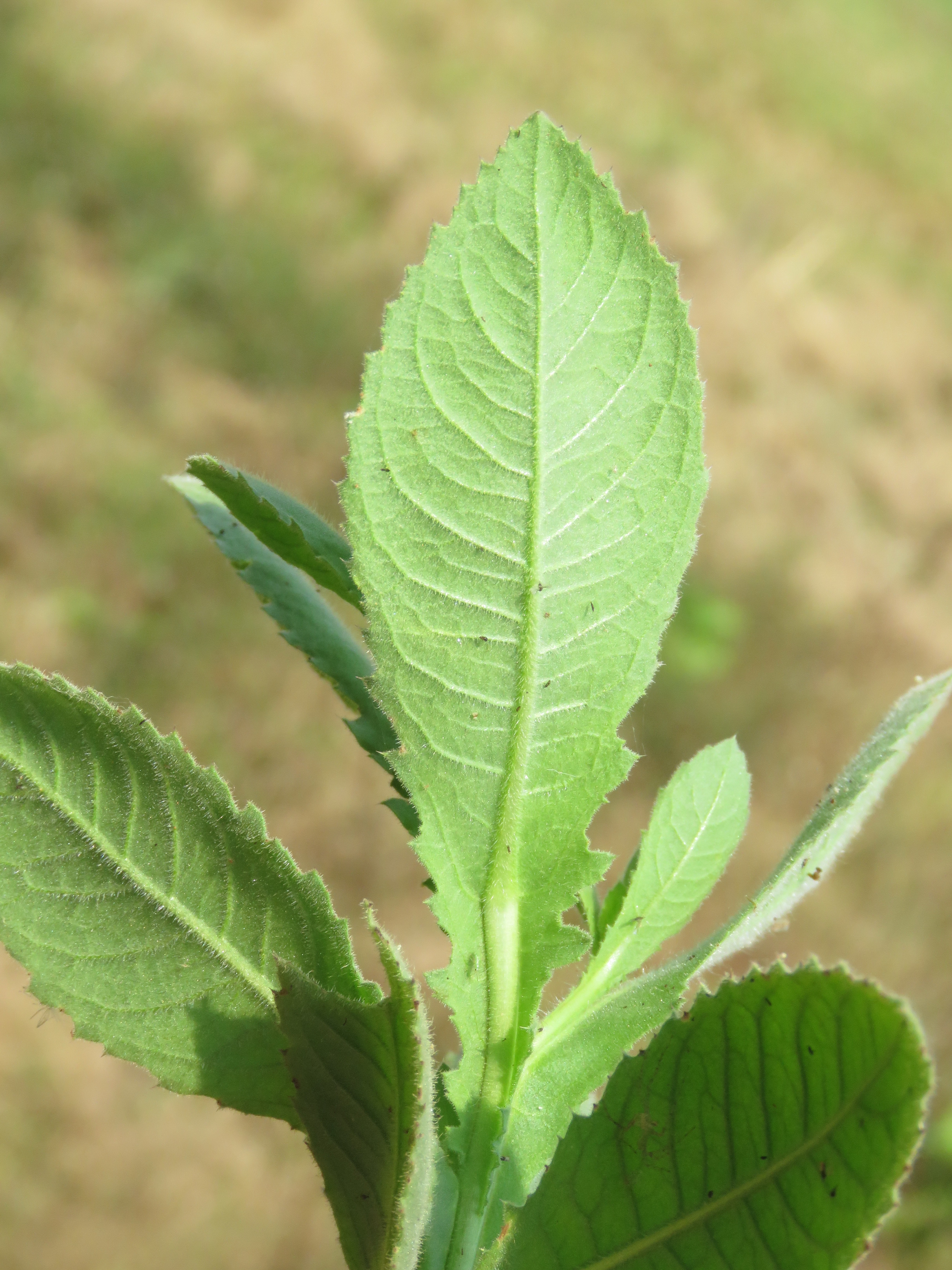
Le foglie
Sphaeranthus indicus

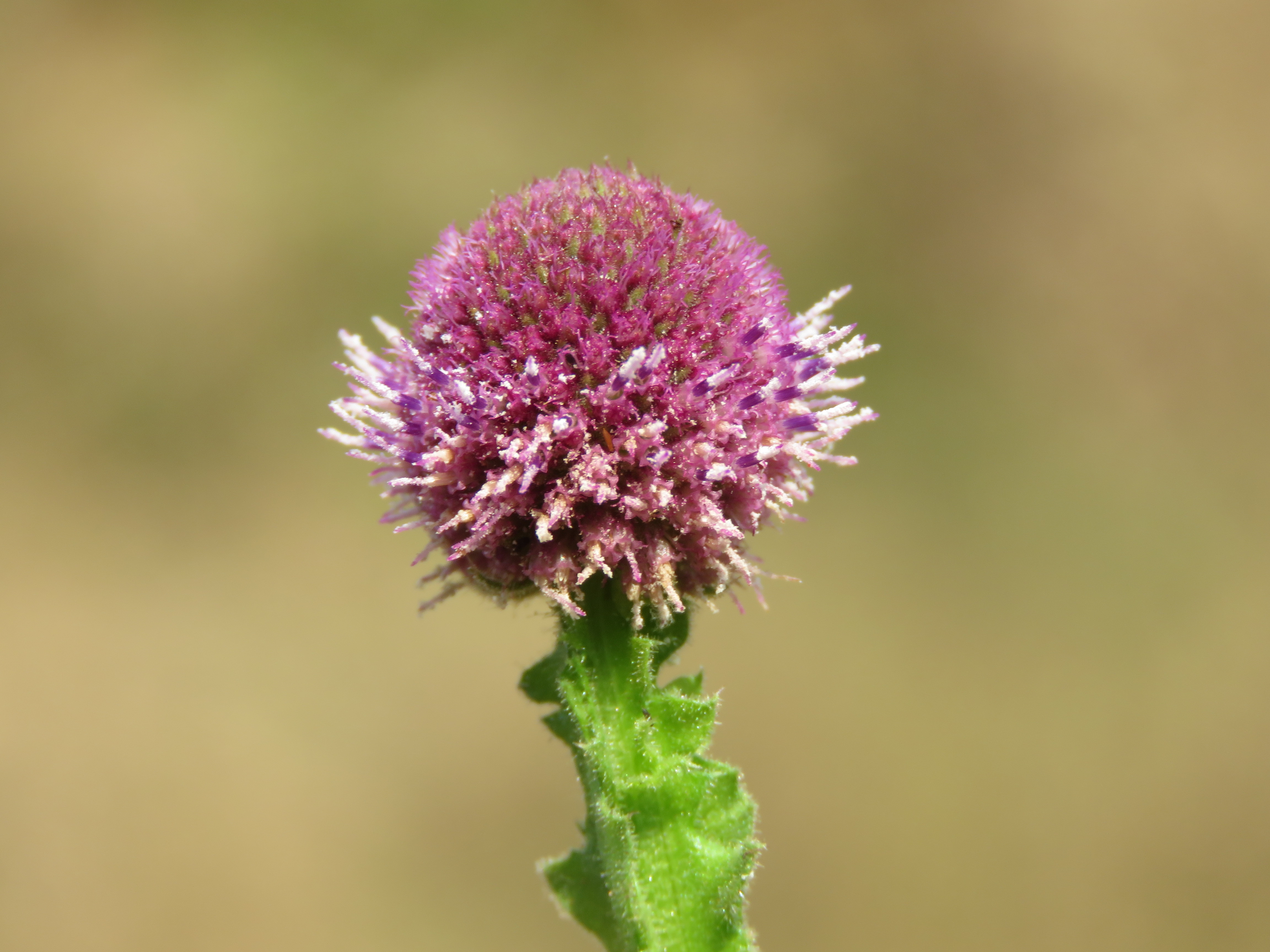
I fiori
Sphaeranthus indicus

Portamento. Le specie di questo genere sono delle erbe annue.
Fusto. La parte sotterranea del fusto consiste prevalentemente in rizomi allungati. La parte aerea del fusto, alata, in genere è sprovvista di condotti di resina. Generalmente il floema è privo di strati fibrosi; inoltre sono assenti i tessuti latticiferi.
Foglie. Le foglie lungo il caule sono disposte in modo alternato e sono decorrenti. La lamina è semplice con forme da obovate a oblunghe, da mucronate-seghettate a dentate con bordi dentati e superficie ghiandolosa.
Infiorescenza. Le infiorescenze sono formate da capolini globosi o ovoidi eterogami solitari e terminali. I capolini sono di tipo disciforme e sono formati da un involucro composto da brattee disposte in modo embricato al cui interno un ricettacolo fa da base ai fiori ligulati periferici o fiori del raggio (qui assenti) e ai fiori tubulosi quelli centrali o del disco. L'involucro è campanulato stretto. Le brattee, a volte mancanti, sono disposte generalmente su più righe; hanno consistenza erbacea o cartilaginea, ma senza margini ialini; gli stereomi non sono divisi. Il ricettacolo, a protezione della base dei fiori, è sprovvisto di pagliette. 
Fiori.  I fiori sono tetra-ciclici (formati cioè da 4 verticilli: calice – corolla – androceo – gineceo) e pentameri (calice e corolla formati da 5 elementi). Si distinguono in:
- fiori del raggio (esterni): sono mancanti;
- fiori del disco (centrali): sono numerosi con forme brevemente tubulose (attinomorfe); quelli marginali sono femminili, quelli centrali sono funzionalmente maschili.

- Formula fiorale:

*/x K {\displaystyle \infty }, [C (5), A (5)], G 2 (infero), achenio
- Calice: i sepali del calice sono ridotti ad una coroncina di squame.

- Corolla:

- fiori del raggio: (solo fiori del disco) la forma è tubulare bruscamente divaricata in 4-5 brevi lobi (la corolla dei fiori periferici è filiforme); il colore è porpora.

- Androceo: l'androceo è formato da 5 stami sorretti da filamenti generalmente liberi; gli stami sono connati e formano un manicotto circondante lo stilo; le teche (produttrici del polline) sono troncate e non sono speronate. La base delle antere, da ottusa a sagittata, può essere lunga o corta con code ramificate oppure no (raramente sono prive di coda). Il tessuto dell'endotecio è a forma radiale. Le cellule del collare dei filamenti sono piatte o di tipo mammelloso.

- Gineceo: il gineceo ha un ovario uniloculare infero formato da due carpelli.[5] Lo stilo è indiviso provvisto di peli acuti che terminano sopra la biforcazione, oppure da peli ottusi che terminano ben al di sotto della biforcazione. Le superfici stigmatiche confluiscono all'apice, mentre alla base sono separate in due distinte linee (lignee stigmatiche marginali[7]). Il polline è spinuloso.

Frutti.  I frutti sono degli acheni senza pappo. Gli acheni sono ridotti, spesso con peli a forma di uncino

## Biologia
Impollinazione: l'impollinazione avviene tramite insetti (impollinazione entomogama tramite farfalle diurne e notturne).

Riproduzione: la fecondazione avviene fondamentalmente tramite l'impollinazione dei fiori (vedi sopra).

Dispersione: i semi (gli acheni) cadendo a terra sono successivamente dispersi soprattutto da insetti tipo formiche (disseminazione mirmecoria). In questo tipo di piante avviene anche un altro tipo di dispersione: zoocoria. Infatti gli uncini delle brattee dell'involucro (se presenti) si agganciano ai peli degli animali di passaggio disperdendo così anche su lunghe distanze i semi della pianta. Inoltre per merito del pappo (se presente) il vento può trasportare i semi anche a distanza di alcuni chilometri (disseminazione anemocora).

## Distribuzione e habitat
Le specie di questo genere sono distribuite in Africa, Asia tropicale e Australia.

## Sistematica
La famiglia di appartenenza di questa voce (Asteraceae o Compositae, nomen conservandum) probabilmente originaria del Sud America, è la più numerosa del mondo vegetale, comprende oltre 23.000 specie distribuite su 1.535 generi, oppure 22.750 specie e 1.530 generi secondo altre fonti (una delle checklist più aggiornata elenca fino a 1.679 generi). La famiglia attualmente (2021) è divisa in 16 sottofamiglie; la sottofamiglia Asteroideae è una di queste e rappresenta l'evoluzione più recente di tutta la famiglia.

### Filogenesi
La tribù Inuleae (comprendente le Inulinae) è una delle 21 tribù della sottofamiglia Asteroideae). Da un punto di vista filogenetico, la tribù Inuleae, all'interno della sottofamiglia, fa parte del gruppo "Helianthodae". La sottotribù Plucheinae  è caratterizzata da corolle con varie tonalità di rosa, malva o porpora, con stigmi ricoperti di peli acuti, ma senza la caratteristica di avere dei grandi cristalli di ossalato nelle cellule dell'epidermide dell'achenio.
La sottotribù è divisa in vari subcladi. Il genere di questa voce appartiene ad un clade interno (il "core" della sottotribù ) formato dai generi Coleocoma, Cylindrocline, Epaltes, Karelinia, Laggera, Pluchea, Porphyrostemma, Sphaeranthus, Streptoglossa e Tessaria.
I caratteri distintivi del genere sono:
- le sinflorescenze sono terminali;
- il portamento delle specie è erbaceo;
- le foglie sono decorrenti lungo il fusto.

Il numero cromosomico delle specie di questo genere è: 2n = 20.

### Elenco delle specie
Questo genere ha 40 specie:
- Sphaeranthus africanus L.
- Sphaeranthus amaranthoides Burm.f.
- Sphaeranthus angolensis O.Hoffm.
- Sphaeranthus angustifolius DC.
- Sphaeranthus bullatus Mattf.
- Sphaeranthus chandleri Ross-Craig
- Sphaeranthus confertifolius Robyns
- Sphaeranthus cotuloides DC.
- Sphaeranthus cristatus O.Hoffm.
- Sphaeranthus epigaeus Schinz
- Sphaeranthus fischeri O.Hoffm.
- Sphaeranthus flexuosus O.Hoffm.
- Sphaeranthus foliosus Ross-Craig
- Sphaeranthus gallensis Sacleux
- Sphaeranthus gazaensis Bremek.
- Sphaeranthus gomphrenoides O.Hoffm.
- Sphaeranthus greenwayi Ross-Craig
- Sphaeranthus indicus L.
- Sphaeranthus kirkii Oliv. & Hiern
- Sphaeranthus mimetes Ross-Craig
- Sphaeranthus neglectus R.E.Fr.
- Sphaeranthus oppositifolius Ross-Craig
- Sphaeranthus peduncularis DC.
- Sphaeranthus peguensis Kurz ex C.B.Clarke
- Sphaeranthus ramosus (Klatt) Mesfin
- Sphaeranthus randii S.Moore
- Sphaeranthus salinarum Symoens
- Sphaeranthus samburuensis Beentje
- Sphaeranthus senegalensis DC.
- Sphaeranthus similis Kers
- Sphaeranthus spathulatus Peter
- Sphaeranthus steetzii Oliv. & Hiern
- Sphaeranthus strobiliferus Boiss. & Noë
- Sphaeranthus stuhlmannii O.Hoffm.
- Sphaeranthus suaveolens (Forssk.) DC.
- Sphaeranthus talbotii S.Moore
- Sphaeranthus ukambensis Vatke & O.Hoffm.
- Sphaeranthus volgensis Tzvelev
- Sphaeranthus wattii Giess ex Merxm.
- Sphaeranthus zavattarii Cufod.

### Sinonimi
Sono elencati alcuni sinonimi per questa entità:
- Oligolepis Cass. ex DC.
- Polycephalos  Forssk.
- Sprunera  Sch.Bip. ex Hochst.
- Tisserantia  Humbert